# Plectosphaera populina
Plectosphaera populina är en svampart som först beskrevs av André Maublanc, och fick sitt nu gällande namn av Arx & E. Müll. 1954. Plectosphaera populina ingår i släktet Plectosphaera och familjen Phyllachoraceae.   Inga underarter finns listade i Catalogue of Life.